# Renato
Renato  è un nome proprio di persona italiano maschile.

## Varianti
- Maschili: René[3][4]
- Femminili: Renata[3][4]

### Varianti in altre lingue
- Baschiro: Rinat[2]
- Ceco: René[2]
- Croato: Renato[2]
- Francese: René[2][3][4]
- Latino: Renatus[1][2][3]
- Lettone: Renāts
- Lituano: Renatas
- Polacco: Renat
- Portoghese: Renato[2]
- Russo: Ренат (Renat)[2]
- Slovacco: René[2]
- Spagnolo: Renato[2], René[2]
- Tataro: Rinat[2]
- Tedesco: René[2]
- Ungherese: Renátusz

## Origine e diffusione
Deriva dal tardo latino renatus, che vuol dire letteralmente "rinato", "nato nuovamente", "risorto". Si tratta di un nome tipicamente cristiano, che veniva adottato dai nuovi battezzati per sottolineare la loro nuova nascita nella fede appena abbracciata.
Il nome gode di ottima diffusione in Italia, soprattutto nel settentrione, grazie anche al suo utilizzo in alcune opere letterarie (come La cuccagna di Zola) e alla sua popolarità nelle nazioni confinanti.
Particolare fortuna ha avuto il nome nella sua forma francese, René, diffusasi in varie altre lingue europee, incluso l'italiano. Per quanto riguarda la forma russa, Ренат (Renat), in alcuni casi potrebbe essere stata intesa, da genitori aderenti al Comunismo, come un acronimo di революсия наука техника (revoljusija nauka technika, "rivoluzione, scienza, tecnica") o революсия наука труд (revoljusija nauka trud, "rivoluzione, scienza, lavoro").

## Onomastico
L'onomastico può essere festeggiato in memoria di più santi, alle date seguenti:
- 1º gennaio, beato Renato Lego, sacerdote francese, martire con il fratello Giovanni Battista ad Avrillé[7]
- 3 marzo, beato Pierre-René Rogue, sacerdote lazzarista, martire a Vannes[7]
- 3 giugno, beato Carlo Renato Collas du Bignon, sacerdote, uno dei martiri dei pontoni di Rochefort[7]
- 3 settembre, beato Renato Maria Andrieux, sacerdote gesuita, uno dei martiri dei massacri di settembre[7]
- 29 settembre, san Renato Goupil, coadiutore gesuita, martire ad Ossernenon (odierno Canada)[7]
- 6 ottobre, san Renato, vescovo di Sorrento[7]
- 12 novembre, san Renato, vescovo di Angers[7]

## Persone

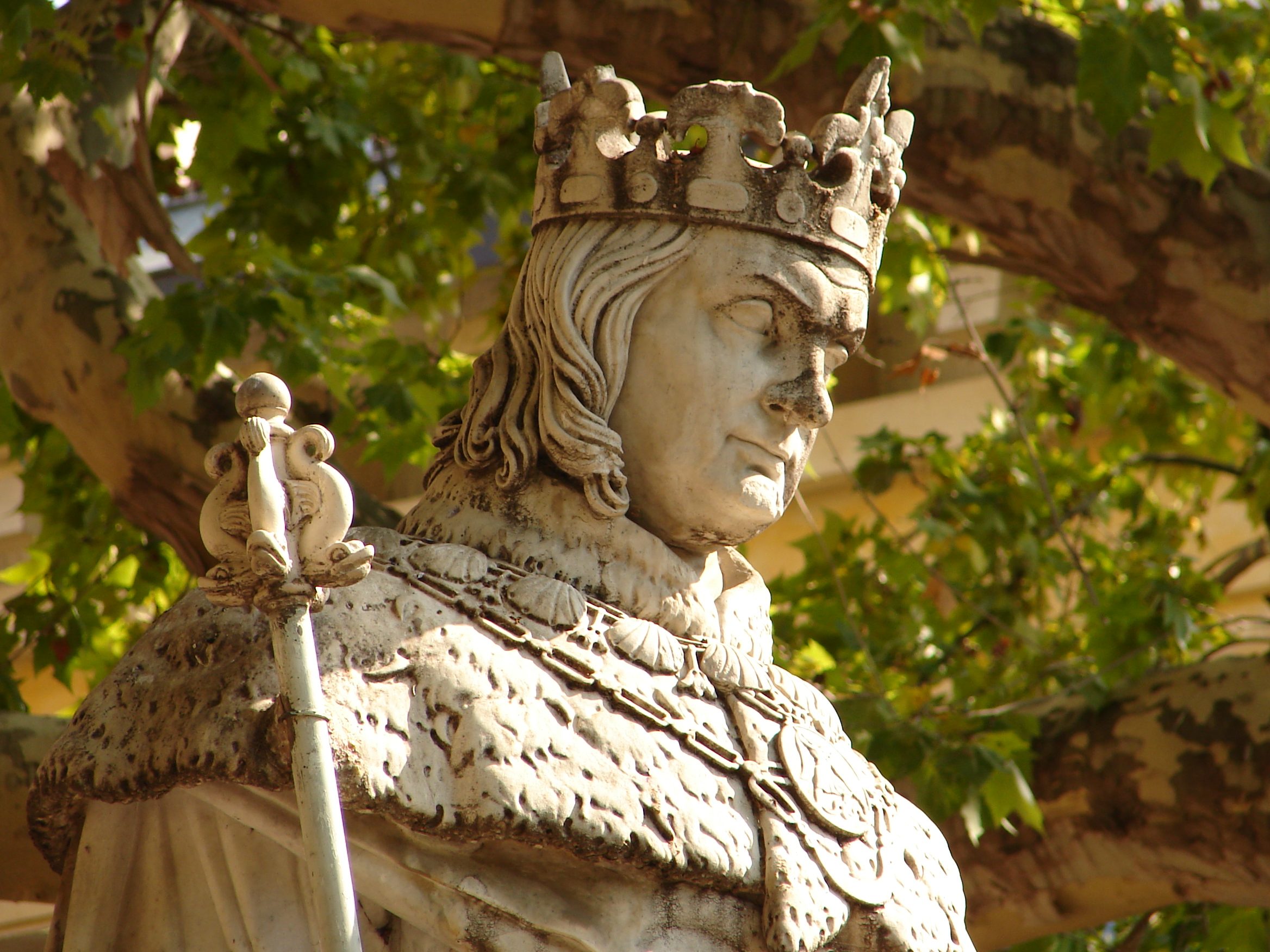
Renato d'Angiò

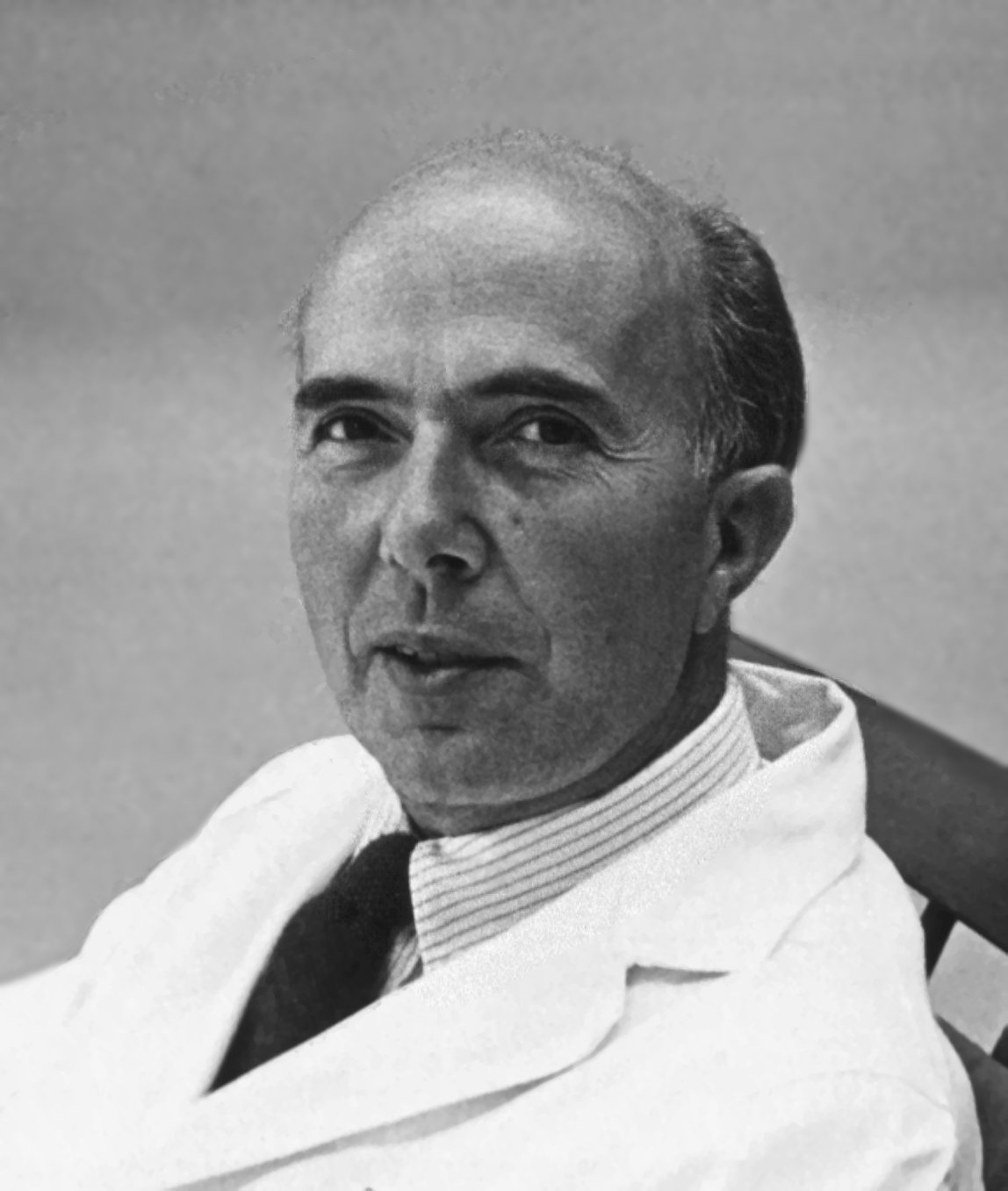
Renato Dulbecco

- Renato d'Angiò, detto "il Buono", re di Napoli e d'Aragona
- Renato Altissimo, politico e imprenditore italiano
- Renato Antonioli, sciatore alpino italiano
- Renato Avanzinelli, scultore italiano
- Renato Brunetta, politico, economista e accademico italiano
- Renato Bruson, baritono italiano
- Renato Carosone, cantautore, pianista, direttore d'orchestra e compositore italiano
- Renato Cesarini, calciatore e allenatore di calcio italiano
- Renato Castellani, regista e sceneggiatore italiano
- Renato Curi, calciatore italiano
- Renato Dulbecco, biologo e medico italiano
- Renato Guttuso, pittore e politico italiano
- Renato Pozzetto, attore, regista, cabarettista, cantante e sceneggiatore italiano
- Renato Rascel, attore, comico, cantautore e ballerino italiano
- Renato Salvatori, attore italiano
- Renato Schifani, politico e avvocato italiano
- Renato Soru, politico italiano
- Renato Turi, attore, doppiatore e direttore del doppiaggio italiano
- Renato Villalta, cestista e dirigente sportivo italiano
- Renato Zaccarelli, calciatore, allenatore di calcio e dirigente sportivo italiano
- Renato Zero, cantautore, showman e ballerino italiano

### Variante René

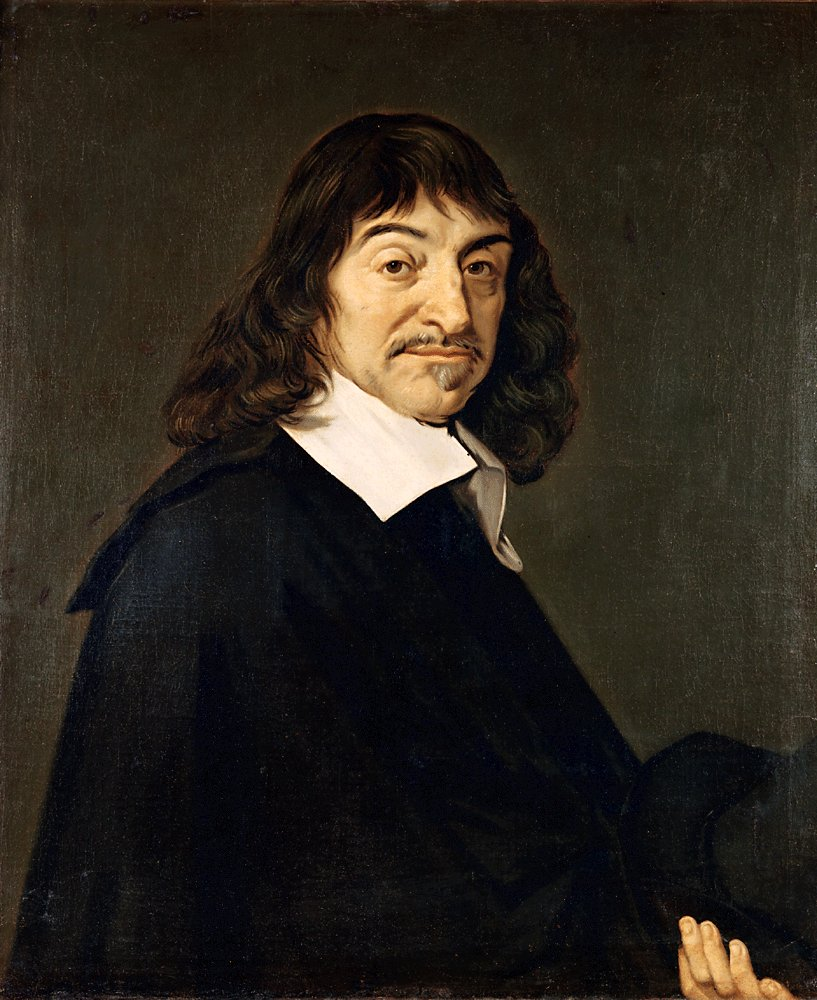
René Descartes

- René Arcos, poeta e scrittore francese
- René Arnoux, pilota automobilistico francese
- René Clément, regista francese
- René Descartes, vero nome di Cartesio, filosofo e matematico francese
- René Dubos, biologo e filosofo francese naturalizzato statunitense
- René Girard, antropologo, critico letterario e filosofo francese
- René Goscinny, fumettista, editore e umorista francese
- René Guénon, scrittore, esoterista e intellettuale francese.
- René Pleven, politico francese

### Altre varianti
- Renat Janbaev, calciatore russo
- Renat Sabitov, calciatore russo

## Il nome nelle arti
- René, pubblicato in Italia anche con il titolo Renato, è un romanzo di François-René de Chateaubriand del 1802.
- Renato è un album di Mina del 1962, contenente la canzone omonima.
- Renato è il nome della scimmia di Adriano Celentano nel film Bingo Bongo.
- Renato è il nome italiano di Yousaku Hino, personaggio della serie anime e manga Capricciosa Orange Road.
- René Ferretti, interpretato da Francesco Pannofino, è il protagonista della serie Boris.